# Euphyia polychroma
Euphyia polychroma là một loài bướm đêm trong họ Geometridae.